# خوارزمية الاختيار
خَوَارِزمِيَّةُ الاِختِيَارِ (بالإنجليزية:  selection algorithm)‏ هي خوارزمية لإيجاد مكان عدد بالترتيب حسب التصنيف، وتعد هذه الخوارزمية من أشهر الخوارزميات لأنه يمكن تطبيقها بزمن خطي ولاستخداماتها المتعددة في علوم الحاسوب والطريقة التي تتم بها عن طريق الاستدعاء الذاتي أو recursion

## مقدمة
خوارزمية الاختيار هي طريقة بحث فعّـالة حيث تُعطَى الخوارزمية عدد i, والهدف هو إيجاد العدد ال-i في القائمة بعد التصنيف -SORTING- هناك عدة طرق لإيجاد هذا الهدف وقد تم التوصل إلى خوارزمية فعالة بزمن خطي - linear time algorithm-

## حالات خاصة
عندما يكون i=1 عندها على الخوارزمية إيجاد العدد الأول من حيث الترتيب أي اصغر قيمة في القائمة وهذه المهمة بسيطة جدا وإيجاد هذه القيمة يتم عن طريق بحث خطي مع متغيِّر إضافيّ وها هي طريقة لفعل هذا:
```
int
 
FindMin
(
int
[]
 
A
)

{

int
 
min
=
A
[
0
]
;

for
(
int
 
j
=
1
;
j
<=
A
.
length
;
j
++
)

{
 

  
if
(
A
[
j
]<
A
[
0
]
)

  
{

    
min
=
A
[
j
]
;

  
}

}

return
 
min
;

}

```

وحالة أخرى هي i=n وعندها يجب إيجاد القيمة الكبرى وبطريقة مشابهة لإيجاد القيمة الصغرى.

## اختيار بالتصنيف
نبدأ أولا بالطريقة السهلة وهي تتم عن طريق تحويل الاختيار إلى تصنيف ثم التوجه للعدد المطلوب أي:
```
int
 
select
(
int
[]
 
A
,
int
 
i
)

{

return
 
(
A
.
sort
())
[
i
]

}

```

هذه الطريقة صحيحة ولكن الوقت الذي تحتاجه هو: ((O(nlog(n ونريد أن نصل لخوارزمية فعالة بوقت خطي بالنسبة للمدخل!

## الخوارزمية الخطية
هذه الخوارزمية تستخدم طريقة الاستدعاء الذاتي (العودية) وهي كالتالي:
اسم هذه الخوارزمية سيكون: اختيار
- إذا n=1 نرجع القيمة الوحيدة الموجودة وهو بمثابة العدد ال -i
- إذا n>1 حينها:

1. - قسم ال-n أعداد في القائمة ل- {\displaystyle \lfloor n/5\rfloor } حيث كل قائمة تحوي 5 أعداد وقائمة أخيرة تحوي البواقي وهي بكبر:n mod 5
2. - جِد القيمة الوسطى للقوائم (تستطيع ان تصنف ثم تجد لكل قائمة القيمة الوسطى)
3. - استدعي اختيار لإيجاد القيمة الوسطى،x, ل{\displaystyle \lfloor n/5\rfloor } الاعداد التي وجدتها في 2
4. - قسم القائمة حول x بواسطة partition ولنقل أن الأعداد في القائمة السفلى عددها k والقائمة العليا هي n-k
5. - استدعي اختيار بشكل ذاتي لايجاد العدد ال-i في القائمة السفلى إذا: i≤k أو العدد ال- i-k الأصغر إذا i>k

### تحليل زمن الخوارزمية
- معادلة الاستدعاء الذاتي:

{\displaystyle T(n)\leq T(n/5)+T(7\cdot n/10)+O(n).}
- وحلها كالتالي:

{\displaystyle T(n)\leq c\cdot n\cdot (1+(9/10)+(9/10)^{2}+\cdots )\in O(n).}

## وصلات خارجية
- Design and Analysis of Algorithms, for a detailed explanation of the recurrence relation for the median-of-medians